# Отарола, Альберто
Луис Альберто Отарола Пеньяранда (исп. Luis Alberto Otárola Peñaranda; род. 12 февраля 1967, Уарас) — перуанский юрист и политик. Премьер-министр Перу с 21 декабря 2022 по 5 марта 2024 года. Ранее он дважды занимал пост министра обороны при Ольянте Умале и Дине Болуарте.
Во время правления Болуарте под его руководством произошли две массовые убийства: резня в Аякучо, когда он был министром обороны, и резня в Хулиаке после того, как он был назначен на пост премьер-министра. Генеральный прокурор Перу Патрисия Бенавидес объявила 10 января 2023 года о начале расследования предполагаемых преступлений геноцида, убийства при отягчающих обстоятельствах и серьёзных телесных повреждений в отношении президента Болуарте и премьер-министра Отаролы.
Дина Болуарте потребовала его отставки из-за распространения аудиозаписей, в которых говорилось, что Отарола воспользовался своим служебным положением для преследования женщин, которым он предлагал работу в штате.

## Биография
Родился в Уарасе 12 февраля 1967 года в семье учителя Уарасино Сатурнино Отарола Касереса, который был директором педагогических школ Уари и Тингуа. Его матерью была учительница чаказина Ольга Пеньяранда Мадзини, дедом которой был итальянский горнодобывающий предприниматель из Чакаса Рафаэль Мадзини Гарибальди, родственник Джузеппе Гарибальди.
В 1991 году окончил юридический факультет Университета Сан-Мартин-де-Поррес-де-Лима, защитив диссертацию на тему: Международное право прав человека и его включение в конституционную систему Перу. Он специализировался в области конституционного права и трудового права.

## Политическая карьера

### Президентство Ольянты Умалы

#### Министр обороны (2011—2012)
10 декабря 2011 года, когда был сформирован первый кабинет президента Ольянты Умалы, он был назначен министром обороны.
Одной из наиболее острых проблем, с которой приходится сталкиваться правительству Умалы, является деятельность банды, которая действует в зоне ВРАЕ в соучастии с незаконным оборотом наркотиков. 9 апреля 2012 года вооружённая группа похитила 36 работников TGP (транспортной компании по газу Перу) в городе Кепашиато, в округе Эчарате провинции Ла Конвенсьон департамента Куско. В ответ правительство начало так называемую операцию «Свобода», в ходе которой в этот район были направлены объединённые военные и полицейские силы.
Согласно официальной версии, заложники были освобождены из-за давления со стороны вооружённых сил (14 апреля). Однако в результате операции восемь человек погибли и несколько получили ранения; несмотря на это, официально было заявлено, что это была «безупречная операция». Но что больше всего возмутило общественное мнение, так это тот факт, что трое полицейских были брошены на произвол судьбы в джунглях после того, как вышли из вертолёта, который их перевозил, и в это время на них напали 12 апреля. Один из них, Ландер Тамани, был убит в бою. Двое других были объявлены пропавшими без вести. Семнадцать дней спустя один из них, Луис Астукилька, появился живым, добравшись своим ходом в город Китени, несмотря на ранение в ногу; в то время как другой, Сесар Вилька, был найден мёртвым своим отцом после того, как он самостоятельно добрался до труднопроходимого региона, рассчитывая только на помощь полиции. поддержка местных жителей. Несмотря на это, Министерство внутренних дел опубликовало заявление, в котором сообщалось о появлении тела Вильки благодаря интенсивным поискам полиции. 
Общественное мнение отреагировало негативно и сочло, что полицейских оставили на произвол судьбы; по этой причине они потребовали отставки Отаролы и министра внутренних дел Даниэля Лозады.
3 мая 2012 года на пленарном заседании Конгресса было представлено предложение о вынесении порицания Отароле и Лосаде за «недееспособность, отсутствие лидерства и стратегии». 10 мая оба министра подали в отставку, чтобы избежать цензуры в Конгрессе. Их отставки были приняты президентом Умалой 14 мая 2012 года.

### Деятельность по контролю над наркотиками
В период с 2014 по 2016 год Отарола был директором DEVIDA, перуанского правительственного управления по контролю за наркотиками. В апреле 2016 года Экономический и Социальный совет Организации Объединённых Наций избрал Отаролу одним из 13 членов Международного комитета по контролю над наркотиками, независимого договорного органа при Организации Объединённых Наций. Его пятилетний мандат начался 2 марта 2017 года и истёк 1 марта 2022 года.
Отарола попытался вернуться в политику в качестве второго напарника Ольянты Умалы и кандидата в конгресс от националистической партии на всеобщих выборах 2021 года, хотя он занял десятое место на выборах и не добился успеха в своей предвыборной гонке в Конгресс Перу. В то время он призывал к новой конституции, заявив, что Конституция Перу является «фухимористской конституцией», хотя позже он поддержит конституцию, работая в правительстве Болуарте.

### Президентство Дины Болуарте

#### Министр обороны (2022)
После отстранения Педро Кастильо от должности президента Перу Дина Болуарте назначила Отаролу в кабинет министров министром обороны 10 декабря 2022 года. 15 декабря 2022 года перуанская армия в Аякучо расправилась с протестующими, выступавшими против правительства Болуарте. Во время протестов ситуация обострилась, когда военные развернули вертолёты для обстрела протестующих, которые позже попытались захватить городской аэропорт, который защищали перуанская армия и Национальная полиция Перу. Войска в ответ открыли огонь боевыми патронами по протестующим, в результате чего десять человек погибли и 61 был ранен; у 90% раненых были огнестрельные ранения, в то время как убитые были застрелены в голову или туловище. Основатель перуанской группы судебной антропологии (EPAF), судебный антрополог Кармен Роза Кардоза проанализировала улики, касающиеся тех, кто был убит, заявив, что военные стреляли на поражение и что огнестрельные ранения в голову и туловище соответствовали ранам, полученным во время нарушений прав человека, объяснив, что ранения во время вооружённого нападения конфликты обычно обнаруживаются на конечностях.
Источники, близкие к президенту Болуарте, согласно La Republica, сообщили, что она хотела уйти с поста президента после резни, хотя Отарола убедил её, что если она уйдёт в отставку, она и другие министры потеряют свою неприкосновенность и, возможно, будут привлечены к ответственности за преступления. Затем Отарола пообещал Болуарте, что он сможет заручиться её поддержкой со стороны перуанских вооружённых сил и правых группировок, сообщает La Republica. Затем Болуарте назначит Отаролу своим премьер-министром 21 декабря 2022 года.

### Премьерство (2022—2024)
Менее чем через две недели после начала президентства Болуарте, 21 декабря 2022 года, она назначила Отаролу премьер-министром, сменив на этом посту Педро Ангуло Арану. После резни в Хулиаке, когда перуанская национальная полиция убила 18 мирных жителей и более 100 получили ранения, Отарола отреагировал на гибель людей, заявив, что убитые «выражают прямую ответственность тех, кто хочет осуществить государственный переворот в стране», и обвинил в этих смертях бывшего президента Педро Кастильо, находящегося в заключении. Интернет-издание Wayka раскритиковал ответ Отаролы, отметив, что во время перуанских протестов 2020 года, когда в Лиме были убиты двое протестующих, Отарола осудил реакцию властей, заявив, что «произвольные аресты и чистые, жёсткие репрессии имеют место против законного протеста граждан». Генеральный прокурор Перу Патрисия Бенавидес объявила 10 января 2023 года о начале расследования предполагаемых преступлений геноцида, убийства при отягчающих обстоятельствах и серьёзных телесных повреждений в отношении президента Болуарте, а также премьер-министра Отаролы, министра внутренних дел Виктора Рохаса и министра обороны Хорхе Чавеса.
Когда 12 января 2023 года Национальная полиция Перу провела обыск в Национальном университете Сан-Маркос, Отарола заявила, что действия и аресты 200 человек были оправданы, поскольку университет обратился за помощью, хотя ректор университета отрицала, что ей было известно о какой-либо полицейской операции.
5 марта 2024 года Отарола подал в отставку после того, как телевизионная программа «Панорама» опубликовала записи его предполагаемых бесед с 25-летней женщиной по имени Язире Пинедо, которая заключила два контракта на общую сумму 14 000 долларов на выполнение архивной и административной работы для правительства. Сообщается, что на одной из записей Отарола называет Пинедо «моей любовью». Однако в своём заявлении об отставке он опроверг обвинения в правонарушениях. Пинедо сказала, что просочившиеся разговоры датировались периодом до премьерства Отаролы в 2021 году, но признала, что у неё были с ним краткие «возможно, сентиментальные отношения».